# Sabrina (album)
A Sabrina az olasz popénekes Sabrina debütáló albuma. 1987-ben jelent meg.

## Album információ
Erről az albumról négy kislemez született. Sabrina Salerno 1987 végén jelentette meg az albumot Sabrina címmel. Az album első kislemeze a Sexy Girl volt, mellyel nemzetközi sikereket ért el, de az igazi áttörést a harmadik kislemezével érte el. Ez volt a Boys (Summertime Love). A dal több mint 1,5 millió példányban kelt el világszerte. Az album utolsó kislemeze a Hot Girl öt európai országban is a top 10-be került.

## Dalok listája
1. "Boys (Summertime Love)" (M.Bonsanto, R.Rossi, C.Cecchetto, M.Charlton) - 3:55
2. "Hot Girl" (M. Bonsanto, C. Cecchetto, R. Rossi) - 3:22
3. "Get Ready (Holiday Rock)" (M.Bonsanto, R.Rossi, C.Cecchetto, M.Charlton) - 3:30
4. "Kiss" (Prince) - 3:39
5. "Sexy Girl" (M. Bonsanto, N. Hackett, R. Rossi) - 3:24
6. "Kiss Me" (M. Bonsanto, R. Rossi, T. Spencer, W. Biondi) - 4:08
7. "Lady Marmalade" (Bob Crewe, Kenny Nolan) - 4:07
8. "My Sharona" (B. Averre) - 4:44
9. "Da Ya Think I'm Sexy" (C. Appice, R. Stewart) - 4:34

## Slágerlistás helyezések
| Slágerlista (1987/1988) | Legjobb pozíció |
| ----------------------- | --------------- |
| Finn nagylemezlista     | 4               |
| Francia nagylemezlista  | 24              |
| Svájci nagylemezlista   | 11              |